# 山田村 (岐阜県郡上郡)
山田村（やまだむら）は、かつて岐阜県郡上郡に存在した村である。1955年に合併で大和村（1985年に町制施行し、大和町）となった後、現在は郡上市の一部である。かつての大和町の南部、東部に該当する。

## 歴史
- 江戸時代、この地域は郡上藩領であった。
- 1897年（明治30年）4月1日 - 徳永村、河辺村、神路村、牧村、古道村、栗巣村が合併し、山田村となる。
- 1955年（昭和30年）3月28日 - 西川村、弥富村と合併し大和村が発足。同日山田村廃止。

## 交通機関
- 国鉄越美南線
  - 美濃山田駅・徳永駅

## 学校
- 山田村立山田小学校
  - 神路分校
  - 下栗巣分校
  - 上栗巣分校
  - 古道分校

## 神社・仏閣
- 明建神社

## もう一つの郡上郡山田村
1875年から1889年にも郡上郡山田村が存在していた。この山田村は合併で嵩田村の一部となり、1954年に美並村となった。現在の郡上市美並町山田が該当する。